# 城口蔷薇
城口蔷薇（学名：Rosa chengkouensis），为蔷薇科蔷薇属下的一个种。

## 扩展阅读
維基物種上的相關：城口蔷薇